# Jöns Knutsson Lillie
Peder Knutsson Lillie (Lillie af Greger Mattssons ätt), var en svensk adelsman och hovman.

## Biografi
Jöns Knutsson Lillie var son till ståthållaren Knut Jönsson (Lillie) och Margareta Christersdotter Siöblad. Han blev 1599 hovjunkare hos hertig Karl och 1600 kammarjunkare hos hertig Karl. Lillie var en av riksråden domare vid Linköpings blodbad. Han avled 1631 och begravdes jämte sin hustru i Lofta kyrka.

### Egendom
Lillie ägde gårdarna Ottinge och Vinö i Lofta socken.

### Familj
Lillie gifte sig 29 mars 1600 med Märta von Scheiding (född 1585), dotter av hovmästaren Christoffer von Scheiding och Magdalena Rosengren.